# 1752 w literaturze
Wydarzenia literackie w 1752 roku.
2 stycznia urodził się Franciszek Zabłocki, polski poeta oraz komediopisarz.

## nowe książki

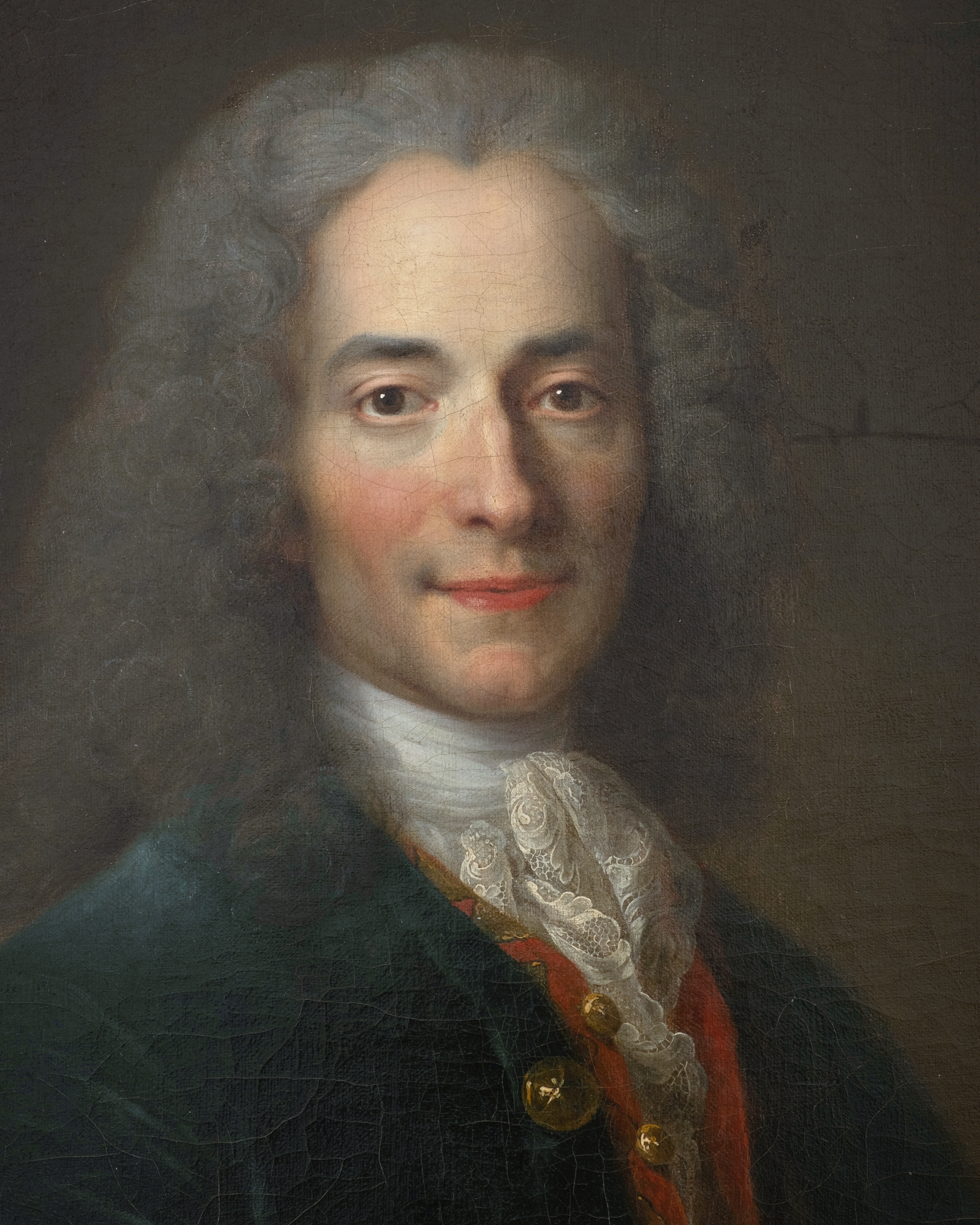
Voltaire

- Voltaire – Mikromegas